# زبیگنیف گوت
زبیگنیف گوت (لهستانی: Zbigniew Gut؛ ۱۷ آوریل ۱۹۴۹ – ۲۷ مارس ۲۰۱۰) بازیکن فوتبال اهل لهستان بود.
از باشگاه‌هایی که در آن بازی کرده‌است می‌توان به باشگاه فوتبال لخ پوزنان و تیم ملی فوتبال لهستان اشاره کرد. وی عضو تیم ملی فوتبال لهستان در جام جهانی فوتبال ۱۹۷۴ و المپیک تابستانی ۱۹۷۲ بود.